# Gajowniki-Kolonia
Gajowniki-Kolonia – kolonia wsi Gajowniki w Polsce, położona w województwie podlaskim, w powiecie białostockim, w gminie Choroszcz.
W latach 1975–1998 kolonia administracyjnie należała do województwa białostockiego.